# Římskokatolická farnost Zátoň
Římskokatolická farnost Zátoň je územním společenstvím římských katolíků v rámci českokrumlovského vikariátu českobudějovické diecéze.

## O farnosti

### Historie
První zmínka o Zátoni je již z 11. století, kdy kníže Břetislav I. daroval tuto ves benediktinům z Ostrova u Davle. Tehdy zde byla vystavěna románská kaple. Mniši z Ostrova při ní ve 14. století zřídili své proboštství, a přestavěli ji na gotický kostel. Ten je v dnešní podobě pozdně gotický z doby po roce 1490 (ve stavbě zůstal zachován původní presbytář se zákristií. Farnost v místě existuje kontinuálně od roku 1450 dodnes.
V 1. polovině 20. století do farního obvodu patřily: Běleň, Branná, Dobrné, Dubová, Hašlovice, Jistebník, Koryta /Dolní Niřlery, Horní Niřlery, Kvasov, Lověšice, Lověšické Rovné, Rovná, Rovné, Lužná, Lužná Lhota, Všeměry, Zezvoza, Zvoz, Zábraní,  Zátoň /Otov, Ottau, Zátoňské Dvory.

### Současnost
Farnost Zátoň je součástí kollatury farnosti Český Krumlov, odkud je vykonávána její duchovní správa.
| Kostel                         | Místo | Bohoslužba             | Poznámka     |
| ------------------------------ | ----- | ---------------------- | ------------ |
| Kostel Stětí sv. Jana Křtitele | Zátoň | neslouží se pravidelně | farní kostel |